# Cláusula de Práctica Libre
La Cláusula de Práctica Libre es la cláusula que acompaña la Cláusula de Establecimiento de la Primera Enmienda de la Constitución de los Estados Unidos. La Cláusula de Establecimiento y la Cláusula de Práctica Libre juntas dicen así:

Congress shall make no law respecting an establishment of religion, or prohibiting the free exercise thereof...
El Congreso no podrá hacer ninguna ley con respecto al establecimiento de la religión, ni prohibiendo la libre práctica de la misma...

## Interpretación posterior
En 1878, la Corte Suprema fue llamada a interpretar el extracto de la Cláusula de Práctica Libre en el caso Reynolds contra Estados Unidos, sobre el enjuiciamiento bajo ley federal de la poligamia vinculada al movimiento de los Santos de los Últimos Días. La Corte Suprema rechazó la bigamia de Reynolds, decidiendo que hacer lo contrario proveería protección constitucional a una gama de prácticas religiosas que no deberían ser sino delitos. Aunque la Corte recordó que «El Congreso no puede aprobar una ley para el gobierno de los Territorios que prohíba el libre ejercicio de la religión [pues] la primera enmienda a la Constitución prohíbe expresamente dicha legislación», mencionó que «La poligamia siempre ha sido una práctica odiosa entre las naciones del norte y del oeste de Europa» y criticó que «Permitir esto sería hacer de las doctrinas religiosas superiores a la ley de la tierra, y en consecuencia permitir que cada ciudadano se haga una ley para sí mismo.». En definitiva, un deber religioso no podía ser motivo de defensa ante una acusación criminal.
Los Testigos de Jehová fueron frecuentemente el objetivo de estas restricciones. Varios casos que involucraban a los Testigos daban a la Corte la oportunidad para pronunciarse sobre la aplicación de la Cláusula de Práctica Libre. Subsecuentemente, durante los quince años en los que Earl Warren fue presidente de la Corte Suprema de los Estados Unidos (1953-1969) se adoptó una visión expansiva de la cláusula, incluyendo la doctrina del interés (por el que un Estado debe demostrar un interés en la restricción de las actividades relacionadas con la religión), pero decisiones posteriores han reducido el alcance de esta interpretación.